# Chusquea delicatula
La Chusquea delicatula és una espècie de bambú, del gènere Chusquea  de la família de les poàcies, ordre de les poals, subclasse de les commelínides, classe de les liliòpsides, divisió dels magnoliofitins.
Creix a Sud-amèrica, en els Andes del Perú, incloent-hi la zona del Machu Picchu. Es tracta d'un bambú molt vincladís, ja que el seu tall recorda al de la parra, i l'extrem superior de la planta sovint arriba a tocar el terra. Les branques, de fulles petites, creixen en totes direccions formant un dibuix d'estrella. La planta adulta acostuma a tenir uns tres metres de llargada, però pot arribar als quatre.